# Snatched (pel·lícula de 2017)
Snatched és una pel·lícula de comèdia estatunidenca del 2017 dirigida per Jonathan Levine i escrita per Katie Dippold. La pel·lícula és protagonitzada per Amy Schumer i Goldie Hawn (en la seva primera pel·lícula des de The Banger Sisters de 2002), amb Joan Cusack, Ike Barinholtz, Wanda Sykes i Christopher Meloni en papers secundaris, i segueix una mare i una filla que són segrestades mentre estan de vacances a Sud-amèrica.
Snatched es va estrenar a la ciutat de Nova York el 2 de maig de 2017 i es va estrenar a les sales el 12 de maig de 2017 per 20th Century Fox. La pel·lícula va rebre crítiques diverses i va recaptar 60 milions de dòlars a tot el món amb un pressupost de 42 milions de dòlars.
Als 38ns Premis Golden Raspberry, Hawn va ser nominada al Pitjor actriu secundària per la seva actuació.

## Argument
Recentment acomiadada de la seva feina i abandonada pel seu xicot músic de rock, Emily Middleton està decidida a gaudir d'un viatge no reemborsable prèviament planificat a Equador. En assabentar-se de l'estat de la seva relació per les xarxes socials, la seva mare, Linda, li diu que torni a casa per poder seguir endavant, on es retroba amb el seu germà agorafòbic, Jeffrey. Tot i que es nega inicialment, Linda accepta anar de viatge amb la seva filla.
A l'Equador, després de registrar-se a l'hotel de luxe, l'Emily coneix un home guapo anomenat James al bar de l'hotel i inicien una relació. Després d'una nit de beure i ballar amb James, l'Emily i la seva mare fan una excursió d'un dia amb ell. Durant el seu viatge, una furgoneta blanca atropella el Jeep de James i els homes emmascarats segresten l'Emily i la Linda. James s'escapa, però la Linda sospita que estava en el complot del segrest des del principi. L'Emily es desperta dins d'una cel·la i comença a entrar en pànic, mentre la Linda intenta calmar-se llegint revistes masculines. El líder, Hector Morgado, es posa en contacte amb Jeffrey i li demana 100.000 dòlars en diners de rescat. Aleshores, Morgado fa que el seu nebot porti les dues dones de l'amagatall dels segrestadors a un altre lloc. Aconsegueixen escapar del cotxe dels seus captors i s'endinsen en un camió que passa. Mentre s'allunya, l'Emily mata el nebot del líder que els persegueix colpejant-li el cap amb una pala. Aleshores, el conductor del camió atura el seu camió i les deixa al mig de la selva.
Troben un telèfon en un bar proper, on truquen al U.S. Morgan Russell, oficial del Departament d'Estat, dient que estan en perill, i Morgan els aconsella que vagin a l'ambaixada dels EUA a Bogotà, Colòmbia. Coneixen un nord-americà d'aspecte agrest anomenat Roger Simmons. Accepta ajudar-los a trobar el consolat. Després que els tres comparteixen un àpat, Morgado i els seus homes les localitzen. Morgado està a punt de matar-les com a venjança per la mort del seu únic nebot, però la Linda el distreu mentre l'Emily recupera una llança propera amb la qual amenaçar-lo. Mentre la recupera, accidentalment l'encén, matant l'únic fill de Morgado. Aconsegueixen escapar amb Simmons a un vaixell. Aviat, però, es veuen obligats a baixar de l'embarcació quan el capità detecta una altra barca a prop que busca les dues dones.
Mentrestant, Jeffrey, al saber que la seva mare i la seva germana han estat segrestades, truca a Morgan al Departament d'Estat, dient que unirà forces amb els agents per trobar la seva mare i la seva germana. Morgan accepta de mala gana. A Colòmbia, Emily, Linda i Simmons caminen per la jungla fins que Simmons cau a mort des d'un penya-segat. Més tard, l'Emily es desmaia pels efectes d'una infestació per tenia. Després que un metge del poble local li tregui la tènia del seu cos, Morgado i els seus homes les rastregen de nou. Troben una tirolina i decideixen utilitzar-la per escapar. Malauradament, la tirolina només és bona per a una persona. Linda obliga a l'Emily a deixar-la enrere i és capturada.
Emily arriba amb seguretat al consolat dels EUA. Determinada a trobar la seva mare, demana ajuda a dues veteranes americanes, Ruth i Barb, a qui Emily va conèixer al complex de l'Equador. La Ruth i la Barb la porten a James, que estava conspirant amb Morgado, a l'apartament on està sent interrogat per la ubicació dels segrestadors. Amb l'ajuda de les dones, l'Emily rescata la seva mare a l'apartament dels segrestadors. Intenten escapar en un altre camió, però Morgado les intercepta. Quan està a punt de matar l'Emily, la Linda fa sonar el seu gos, convocant un gos que ataca Morgado. Els agents del Departament d'Estat dels Estats Units arriben per arrestar Morgado, i Jeffrey es retroba amb la seva mare i la seva germana.
Un any més tard, l'Emily i la Linda fan un altre viatge a Kuala Lumpur, on l'Emily coneix un altre home, que li ofereix una copa. L'Emily es nega, i ella i la Linda procedeixen a ballar.

## Repartiment
- Amy Schumer com a Emily Louise Middleton, germana de Jeffrey, filla de Linda i xicota de Michael
- Goldie Hawn com a Linda Middleton, la mare d'Emily i Jeffrey
- Ike Barinholtz com a Jeffrey Middleton, el germà agorafòbic d'Emily i fill de Linda
- Wanda Sykes com a Ruth, l'amiga de Barb i una dona, l'Emily i la Linda es troben de vacances
- Joan Cusack com a Barb, l'amic de la Ruth
- Christopher Meloni com a Roger Simmons
- Óscar Jaenada com a Morgado
- Bashir Salahuddin com a Morgan Russell, un oficial del Departament d'Estat dels Estats Units
- Tom Bateman com a James
- Randall Park com a Michael, el xicot de l'Emily que trenca amb ella
- Tom Choi com el coronel
- Raven Goodwin com a Lew, el cap d'Emily
- Al Madrigal com a oficial de l'ambaixada
- Arturo Castro com el Dr. Armando

## Producció
El 22 de maig de 2015, els informes comercials van anunciar que Amy Schumer protagonitzaria una pel·lícula de comèdia d'acció amb guió de Katie Dippold, que va ser reescrita per Schumer i la seva germana Kim Caramele. Dippold va dir que es va inspirar en la seva pròpia relació amb la seva mare. Paul Feig produït a través de Feigco Entertainment, juntament amb Jessie Henderson de Chernin Entertainment. 20th Century Fox distribueix la pel·lícula a tot el món. El 18 d'agost de 2015, es va informar que Jonathan Levine estava en converses per dirigir la pel·lícula.
Al febrer de 2016, Goldie Hawn estava en converses per interpretar la mare de Schumer, en el seu primer paper al cinema des de The Banger Sisters del 2002. El maig de 2016, Christopher Meloni, Ike Barinholtz, Óscar Jaenada i Wanda Sykes es van afegir al repartiment. Pel maig, la pel·lícula tenia el títol de treball de Mother/Daughter.
El rodatge de la pel·lícula va començar a Hawaii el 30 de maig de 2016. El rodatge va finalitzar l'1 de setembre de 2016 i també va tenir lloc a Puerto Rico. El 12 de desembre de 2016, Schumer va anunciar que la pel·lícula es titularia Snatched.

## Recepció

### Taquilla
Snatched va recaptar 45,9 milions de dòlars als Estats Units i Canadà i 15 milions a altres territoris, per un total mundial de 60,8 milions de dòlars, enfront d'un pressupost de producció de 42 milions de dòlars.
A Amèrica del Nord, Snatched es va estrenar el 12 de maig de 2017 juntament amb El rei Artús: La llegenda d'Excalibur i Lowriders i es va projectar per recaptar entre 15 i 20 milions de dòlars durant el cap de setmana d'obertura. Va guanyar 675.000 dòlars a partir de les previsualitzacions dels dijous a la nit a uns 2.625 cinemes, abans d'ampliar-se a 3.501 sales el cap de setmana i va guanyar 5 milions de dòlars el primer dia (incloses les previsualitzacions). Va debutar amb 19,5 milions de dòlars, acabant segona a taquilla, darrere de Guardians of the Galaxy Vol. 2. Va baixar un 60% en el seu segon cap de setmana amb 7,8 milions de dòlars, i va quedar quarta.

### Resposta crítica
A Rotten Tomatoes, la pel·lícula té una puntuació d'aprovació del 36% basada en 214 ressenyes, amb una valoració mitjana de 5,10/10. El consens crític del lloc web diu: "Snatched té un parell d'estrelles amb un talent fantàstic, però la seva presència no és suficient per compensar la trama desgastada d'aquesta comèdia de memòria i rialles disperses." A Metacritic, la pel·lícula ha una puntuació de 45 sobre 100, basada en 41 crítics, que indica "crítiques mixtes o mitjanes". El públic enquestat per CinemaScore va donar a la pel·lícula una nota mitjana de "B" en una escala d'A+ a F.
Richard Roeper del Chicago Sun-Times va escriure: "L'atractiu seductor de la parella de Goldie Hawn amb Amy Schumer per una comèdia mare-filla i companys de viatge té alguns moments, però mai compleix la seva promesa. Com les seves aventures a la pantalla. i les travessias es fan més estranyes i més àmplies, les rialles es fan més suaus i esporàdiques."